# George Goulding
George Henry Goulding (16. listopadu 1884, Kingston upon Hull – 31. ledna 1966, Toronto) byl kanadský atlet, olympijský vítěz v chůzi na 10 kilometrů.

## Sportovní kariéra
Nejdříve se věnoval běhům na dlouhé tratě, později se orientoval na chůzi. Na olympiádě v roce 1908 obsadil v závodě v chůzi na 3500 metrů čtvrté místo, závod v chůzi na 10 mil nedokončil, v maratonu doběhl 22. Na olympiádě ve Stockholmu zvítězil v závodě na 10 kilometrů chůze jak v kvalifikaci, tak ve finále. Po závodě poslal manželce telegram : "Zvítězil jsem - George".